# Ludwik Meisner
Ludwik Stefan Meisner, właściwie Meissner (ur. 31 maja 1899 w Mińsku Mazowieckim, zm. między 4 a 7 kwietnia 1940 w Katyniu) – kapitan broni pancernych Wojska Polskiego, kawaler Krzyża Walecznych, ofiara zbrodni katyńskiej.

## Życiorys
Syn Karola i Marii z Urbańskich urodzony 31 maja 1899 w Mińsku Mazowieckim. Do Wojska Polskiego wstąpił w 1918, został przydzielony do 7 pułku ułanów. W szeregach 13 pułku ułanów walczył w wojnie z bolszewikami. 
5 sierpnia 1922 Naczelnik Państwa i Naczelny Wódz Józef Piłsudski mianował go z dniem 1 czerwca 1922 podporucznikiem w korpusie oficerów jazdy z równoczesnym wcieleniem do 13 pułku ułanów. 16 listopada 1923 został przemianowany z dniem 1 listopada 1923 na oficera zawodowego w stopniu podporucznika ze starszeństwem z 1 czerwca 1922 i 20. lokatą w korpusie oficerów jazdy. Na stopień porucznika został awansowany ze starszeństwem z dniem 1 czerwca 1924 i 14 lokatą w korpusie oficerów kawalerii.
5 października 1925 został przeniesiony do Korpusu Ochrony Pogranicza. Początkowo pełnił służbę w 8 szwadronie kawalerii w Krasnem nad Uszą, a następnie w 1 szwadronie kawalerii w Budsławiu i 14 szwadronie kawalerii w Zaleszczykach. W kwietniu 1928 został przeniesiony z 13 puł. do kadry oficerów kawalerii z pozostawieniem na zajmowanym stanowisku w KOP.
W marcu 1930 został przeniesiony z KOP do 1 pułku ułanów w Augustowie. Z dniem 3 stycznia 1931 został przydzielony na sześciomiesięczny II kurs uniatrny oficerów broni pancernych w Centrum Wyszkolenia Broni Pancernych w Warszawie. W październiku 1931 został przeniesiony do 2 pułku pancernego, by następnie pełnić służbę w 2 batalionie czołgów i samochodów pancernych. W 1934 został przeniesiony do 10 pułku ułanów w Białymstoku. W sierpniu 1935 został przeniesiony do Brygady Kawalerii „Białystok”. Na stopień rotmistrza awansował ze starszeństwem z dniem 1 stycznia 1936 i 40. lokatą w korpusie oficerów kawalerii. W 1937 został przeniesiony do nowo utworzonego korpusu oficerów broni pancernych w stopniu kapitana ze starszeństwem z 1 stycznia 1936. W 1937 został odkomenderowany do 8 batalionu pancernego w Bydgoszczy. W listopadzie 1938 został przeniesiony do Centrum Wyszkolenia Broni Pancernych w Modlinie na stanowisko dowódcy 1 kompanii podchorążych rezerwy Szkoły Podchorążych Broni Pancernych.  
2 września 1939 otrzymał rozkaz udania się z podchorążymi w kierunku Lwowa, prawdopodobnie do Ośrodka Zapasowego Broni Pancernych typ III nr 3, który później ewakuował się do Przemyśla, a następnie do Podkamienia na Podolu. Przypuszczalnie tam dostał się do sowieckiej niewoli
Zgodnie z datą ostatniej wiadomości do bliskich, 28 listopada 1939 był już w Kozielsku. Według stanu z kwietnia 1940 jeniec obozu kozielskiego. Między 3 a 5 kwietnia 1940 przekazany do dyspozycji naczelnika smoleńskiego obwodu NKWD (lista wywózkowa bez numeru z 2 kwietnia 1940). Został zamordowany między 4 a 7 kwietnia 1940 przez NKWD w lesie katyńskim. Nie został zidentyfikowany podczas ekshumacji prowadzonej przez Niemców w 1943. Jego symboliczny grób znajduje się na cmentarz parafialnym w Otwocku (sektor VI, rząd 31, nr 1698).
Był żonaty z Wierą z Koronkiewiczów (1903–1998), z którą miał córkę Janinę (1924–2017), lekarkę i syna Jerzego, inżyniera.

## Upamiętnienie
Minister Obrony Narodowej Aleksander Szczygło decyzją Nr 439/MON z 5 października 2007 awansował go pośmiertnie na stopnień majora. Awans został ogłoszony 9 listopada 2007, w Warszawie, w trakcie uroczystości „Katyń Pamiętamy – Uczcijmy Pamięć Bohaterów”.
Dąb Pamięci Ludwika Stefana Meisnera został posadzony przez Zespół Szkół Ekonomicznych przy ul. Kazikowskiego 18 w Mińsku Mazowieckim

## Ordery i odznaczenia
- Krzyż Walecznych dwukrotnie[26][27]
- Srebrny Krzyż Zasługi[28][26]
- Krzyż Zasługi Wojsk Litwy Środkowej[26][29]
- Krzyż Kampanii Wrześniowej – pośmiertnie 1 stycznia 1986[30]
- Znak Pancerny nr 679 – 11 listopada 1934[31]